# Síugró csapatverseny nagysáncon a 2002. évi téli olimpiai játékokon
A 2002. évi téli olimpiai játékokon a síugrás csapatversenyét nagysáncon február 18-án rendezték Park Cityben. Az aranyérmet a német csapat nyerte meg. A versenyszámban nem vett részt magyar csapat.

## Eredmények
A verseny két sorozatból állt. A két ugrás pontszámainak összege határozta meg a végső sorrendet. A távolságok eredményei méterben értendők.
| Helyezés | Csapat                                                                                           | 1. ugrás                | 1. ugrás                      | 2. ugrás                | 2. ugrás                      | Összesítés (pont)             |
| Helyezés | Csapat                                                                                           | Táv.                    | Pont                          | Táv.                    | Pont                          | Összesítés (pont)             |
| -------- | ------------------------------------------------------------------------------------------------ | ----------------------- | ----------------------------- | ----------------------- | ----------------------------- | ----------------------------- |
| Arany    | Németország (GER) · Sven Hannawald · Stephan Hocke · Michael Uhrmann · Martin Schmitt            | 123,0 118,5 128,0 131,5 | 498,8 121,9 109,8 129,4 137,7 | 120,5 119,5 125,0 123,5 | 475,3 116,9 113,1 124,0 121,3 | 974,1 238,8 222,9 253,4 259,0 |
| Ezüst    | Finnország (FIN) · Matti Hautamäki · Veli-Matti Lindström · Risto Jussilainen · Janne Ahonen     | 126,0 115,0 124,5 129,0 | 489,1 126,8 105,0 123,6 133,7 | 125,0 116,5 126,0 125,5 | 484,9 122,5 107,7 127,8 126,9 | 974,0 249,3 212,7 251,4 260,6 |
| Bronz    | Szlovénia (SLO) · Damjan Fras · Primož Peterka · Robert Kranjec · Peter Žonta                    | 120,0 118,5 133,0 121,5 | 483,9 112,5 112,8 140,4 118,2 | 113,0 121,5 124,5 124,0 | 462,4 97,9 118,7 124,1 121,7  | 946,3 210,4 231,5 264,5 239,9 |
| 4.       | Ausztria (AUT) · Stefan Horngacher · Andreas Widhölzl · Wolfgang Loitzl · Martin Höllwarth       | 121,0 120,0 123,0 121,5 | 472,4 116,8 115,5 121,4 118,7 | 115,5 117,0 122,5 123,0 | 454,4 104,9 108,6 118,5 122,4 | 926,8 221,7 224,1 239,9 241,1 |
| 5.       | Japán (JPN) · Harada Maszahiko · Jamada Hiroki · Mijahira Hideharu · Funaki Kazujosi             | 119,5 111,0 125,5 126,5 | 465,5 115,6 96,3 125,9 127,7  | 114,5 117,5 124,5 126,0 | 460,5 104,1 110,5 118,6 127,3 | 926,0 219,7 206,8 244,5 255,0 |
| 6.       | Lengyelország (POL) · Robert Mateja · Tomisław Tajner · Tomasz Pochwała · Adam Małysz            | 114,5 109,0 117,0 128,5 | 435,2 104,1 90,2 108,6 132,3  | 106,0 109,5 118,5 124,0 | 412,9 87,3 93,1 109,8 122,7   | 848,1 191,4 183,3 218,4 255,0 |
| 7.       | Svájc (SUI) · Marco Steinauer · Sylvain Freiholz · Andreas Küttel · Simon Ammann                 | 99,5 109,0 121,5 128,5  | 417,8 74,1 92,2 118,2 133,3   | 96,0 102,5 121,5 130,0  | 400,5 66,3 79,5 118,2 136,5   | 818,3 140,4 171,7 236,4 269,8 |
| 8.       | Dél-Korea (KOR) · Cshö Hungcshol · Cshö Jongdzsik · Kim Hjongi · Kang Cshilku                    | 112,5 111,0 111,5 114,5 | 395,6 98,5 95,8 97,7 103,6    | 115,5 110,5 107,0 122,0 | 406,0 104,9 95,4 88,1 117,6   | 801,6 203,4 191,2 185,8 221,2 |
| 9.       | Norvégia (NOR) · Tommy Ingebrigtsen · Lars Bystøl · Anders Bardal · Roar Ljøkelsøy               | 110,5 111,5 121,0 112,0 | 404,5 93,9 96,7 115,8 98,1    | 109,5 102,5 117,5 116,5 | 386,3 92,1 78,0 109,0 107,2   | 790,8 186,0 174,7 224,8 205,3 |
| 10.      | Franciaország (FRA) · Emmanuel Chedal · Rémi Santiago · Florentin Durand · Nicolas Dessum        | 108,5 117,0 100,0 113,5 | 370,7 90,3 106,6 73,5 100,3   | 115,0 113,5 101,0 116,0 | 384,4 103,0 99,8 76,3 105,3   | 755,1 193,3 206,4 149,8 205,6 |
| 11.      | Egyesült Államok (USA) · Brian Welch · Tommy Schwall · Clint Jones · Alan Alborn                 | 95,5 105,0 117,5 120,5  | 372,8 63,9 84,0 109,5 115,4   | 93,5 102,0 114,0 120,0  | 355,6 60,3 78,6 102,7 114,0   | 728,4 124,2 162,6 212,2 229,4 |
| 12.      | Csehország (CZE) · Jan Matura · Michal Doležal · Jan Mazoch · Jakub Janda                        | 99,0 107,0 119,5 109,5  | 368,0 72,7 88,1 113,6 93,6    | 95,5 102,0 111,5 120,5  | 356,6 64,9 78,1 96,7 116,9    | 724,6 137,6 166,2 210,3 210,5 |
| 13.      | Kazahsztán (KAZ) · Makszim Polunyin · Sztanyiszlav Filimonov · Alekszandr Korobov · Pavel Gajduk | – 113,5 101,5 108,0     | 265,4 kiz. 99,8 77,7 87,9     | 112,0 96,0 113,0        | 355,7 51,5 97,1 65,3 98,9     | 621,1 94,4 196,9 143,0 186,8  |